# Marcelo Damián Vega
Marcelo Damian Vega (Isidro Casanova, Buenos Aires, Argentina, 16 de septiembre de 1986) es un mediocampista que juega actualmente en Club Atlético Argentino de Quilmes.

## Trayectoria
Se inició futbolísticamente en las divisiones inferiores del Deportivo Morón. En el 2010 pasa a jugar en el Club Atlético Aldosivi, donde permaneció hasta junio de 2012.
En la temporada 2012-2013 fue jugador de Club Olimpo. En julio de 2013 se incorporó al Club Atlético Talleres (Córdoba). Actualmente se encuentra militando en el Club Atlético Platense de la primera división del fútbol argentino, consagrándose campeón de la Primera B Metropolitana (tercera división) en 2018. En enero del 2021, se consagró campeón del torneo de Primera Nacional (segunda división), ascendiendo a Primera División con el Calamar.

## Clubes
| Club                           | País      | Año              | PJ  | Goles |
| ------------------------------ | --------- | ---------------- | --- | ----- |
| Deportivo Morón                | Argentina | 2005             |     |       |
| Villa Cubas                    | Argentina | 2006             | 0   | 0     |
| Deportivo Morón                | Argentina | 2006-2010        | 132 | 10    |
| Aldosivi                       | Argentina | 2010-2012        | 65  | 3     |
| Olimpo                         | Argentina | 2012-2013        | 33  | 5     |
| Talleres                       | Argentina | 2013-2014        | 16  | 1     |
| All Boys                       | Argentina | 2014             | 9   | 0     |
| Club Atlético Barracas Central | Argentina | 2015             | 28  | 0     |
| Club Almirante Brown           | Argentina | 2016-2017        | 29  | 1     |
| Club Atlético Platense         | Argentina | 2017-2021        | 20  | 1     |
| Almirante Brown                | Argentina | 2021- Actualidad | 5   | 0     |